# Municipio de Marion (condado de Boone)
El municipio de Marion (en inglés: Marion Township) es un municipio ubicado en el condado de Boone en el estado estadounidense de Indiana. En el año 2010 tenía una población de 1233 habitantes y una densidad poblacional de 10,36 personas por km².

## Geografía
El municipio de Marion se encuentra ubicado en las coordenadas 40°7′18″N 86°17′37″O / 40.12167, -86.29361. Según la Oficina del Censo de los Estados Unidos, el municipio tiene una superficie total de 119 km², de la cual 118.97 km² corresponden a tierra firme y (0.02%) 0.03 km² es agua.

## Demografía
Según el censo de 2010, había 1233 personas residiendo en el municipio de Marion. La densidad de población era de 10,36 hab./km². De los 1233 habitantes, el municipio de Marion estaba compuesto por el 97.57% blancos, el 0.41% eran afroamericanos, el 0.16% eran amerindios, el 0.16% eran asiáticos, el 0.32% eran isleños del Pacífico, el 0.24% eran de otras razas y el 1.14% pertenecían a dos o más razas. Del total de la población el 0.49% eran hispanos o latinos de cualquier raza.